# Okres bezprzymrozkowy
Okres bezprzymrozkowy – okresem pomiędzy ostatnim wiosennym przymrozkiem a pierwszym jesiennym. W okresie pomiędzy 12 czerwca a 3 września, czyli w ciągu 84 dni przymrozki zdolne zaszkodzić roślinom uprawnym nie są notowane. Średnio dla polski okres bezprzymrozkowy wynosi 166 dni. Najdłuższy okres bezprzymrozkowy obserwuj się w rejonach nadmorskich, a najkrótszy w kotlinach śródgórskich i na wschodzie kraju. W Polsce obserwuje się wieloletnią tendencję do wydłużania się okresu bezprzymrozkowego związaną przede wszystkim z wcześniejszym zanikiem przymrozków wiosennych.
Czas trwania okresu bezprzymrozkowego zależy głównie od warunków lokalnych (szerokość geograficzna, wysokość nad poziom morza, oddziaływanie dużych zbiorników wodnych, wpływ miejskiej wyspy ciepła, obecność mrozowisk), na długość okresu bezprzymrozkowego wpływ mają także zmiany klimatyczne.

## Znaczenie okresu bezprzymrozkowego dla człowieka
Dłuższy okres bezprzymrozkowy to większe możliwości uprawy w gruncie, a więc lokalna dostępność, cennych odżywczo, smacznych roślin wrażliwych na przymrozki m.in. pomidory, papryka, dynia.
W Europie Środkowej w okresie bezprzymrozkowym widoczna jest statystycznie najniższa śmiertelność w roku, związana m.in. z sezonową poprawą dobrostanu, większą ekspozycją na światło i ciepło słoneczne, większą aktywnością fizyczną na świeżym powietrzu, lepszym dostępem do świeżej, nieprzetworzonej żywności, poprawą jakości powietrza (niska emisja związana ze spalaniem paliw kopalnych),